# Suchwortdichte
Die Suchwort- oder Keyworddichte (von englisch keyword density) beschreibt, wie häufig ein Begriff (das Suchwort) in einem Dokument vorkommt. Sie ist der Quotient aus absoluten Anzahl eines bestimmten Terms (Wort- oder Wortkombination) und der Anzahl aller Terme im Dokument.

## Einfluss auf das Suchmaschinenranking
Die Bewertung einer Webseite für einen bei einer Suchanfrage eingegebenen Suchbegriff wird vom so genannten Ranking-Algorithmus einer Suchmaschine vorgenommen. Dabei wird eine Vielzahl von Faktoren berücksichtigt, zu denen auch die Suchwortdichte zählen kann. In der Suchmaschinenoptimierung wird versucht, die Suchwortdichte von Webseiten so anzupassen, dass eine hohe Platzierung auf den Ergebnisseiten der Suchmaschinen erreicht wird. Neben der Keyworddichte wird bei der Texterstellung für die Suchmaschinenoptimierung auch der Term WDF*IDF sowie das Tf-idf-Maß genutzt. Neben der Häufigkeit eines Suchbegriffs wird hier Rücksicht auf das Wortumfeld genommen.
Es ist nicht sicher, ob oder welches Maß in den Ranking-Algorithmen der Suchmaschinen eine Rolle spielen.

## Beispiel
In einer Webseite, die insgesamt zehn Wörter enthält, erreicht jedes einmal vorkommende Wort eine Suchwortdichte von 10 %, bei Wörtern, die doppelt vorkommen, sind es 20 %.